# Alchemilla baltica
Alchemilla baltica é uma espécie de rosácea do gênero Alchemilla, pertencente à família Rosaceae.